# بخش ایمپال شرقی
بخش ایمپال شرقی (به انگلیسی: Imphal East district) یک منطقهٔ مسکونی در هند است که در مانیپور واقع شده‌است. بخش ایمپال شرقی ۷۱۰ کیلومتر مربع مساحت و ۴۵۶٬۱۱۳ نفر جمعیت دارد.